# Colección Cervantina de la Biblioteca de Cataluña
| Colección Cervantina | Colección Cervantina                                      |
| -------------------- | --------------------------------------------------------- |
|                      |                                                           |
| Cantidad             | aproximadamente 9.000 volúmenes                           |
| Procedencia          | Donación de Isidre Bonsoms en 1915 e ingresos posteriores |
| Cronología           | del siglo XVI hasta la actualidad                         |
| Total de lenguas     | 51                                                        |
| Acceso               | Sala de consulta de Reserva de la Biblioteca de Cataluña  |

La Colección Cervantina de la Biblioteca de Cataluña es una de las colecciones más importantes del mundo conservadas en bibliotecas de titularidad pública sobre Cervantes y su obra.
Tiene su origen en la donación de cerca de 3400 volúmenes realizada por el bibliófilo barcelonés Isidre Bonsoms en 1915. Contiene las obras de Cervantes en lengua original, traducciones, obras de carácter biográfico y crítico literario, así como obras inspiradas o adaptadas de sus obras e iconografía cervantina.

## Historia
En 1914, Isidre Bonsoms i Sicart (1849-1922), un bibliófilo y erudito catalán, comunicó a los responsables de la Biblioteca de Cataluña, el inspector Jaume Massó i Torrents y el director Jordi Rubió i Balaguer, su propósito de ceder a la Biblioteca de Cataluña la colección cervantina que él había reunido durante muchos años de afanosas búsquedas. Muchos de sus libros procedían de la colección de Leopold Rius (1840-1898), considerado el padre de la bibliografía cervantina moderna.
En 1915 ingresaron los 3367 volúmenes de la colección, que se albergaron en la sala azul del Institut d'Estudis Catalans en el Palacio de la Generalidad de Cataluña, entonces sede de la Biblioteca de Cataluña. Permanecieron allí hasta el año 1936, fecha en que fueron trasladados a la actual Sala Cervantina de la Biblioteca de Cataluña, ubicada en el edificio del antiguo Hospital de la Santa Cruz. El Institut d'Estudis Catalans, el mismo año 1915, contrató a Joan Givanel, primer conservador de la colección, para redactar el catálogo y así facilitar la consulta de las obras.
La colección se ha continuado desarrollando a través de compras, donativos, intercambios y del Depósito Legal. Actualmente consta de unos 9000 volúmenes.

## Contenido y ejemplares destacados
Independientemente del valor bibliográfico de esta colección en conjunto, hay que considerar el valor individual de numerosas piezas de primer orden.
La colección cuenta con ejemplares de las primeras ediciones de todas las obras de Cervantes en lengua original y traducciones, salvo de La Galatea. De esta obra, conserva un ejemplar de la segunda edición, muy rara, publicada en Lisboa en 1590. 

De entre las obras más destacadas de la colección figuran ejemplares de las siguientes ediciones de la obra más conocida de Miguel de Cervantes, El Quijote:
- un ejemplar de las seis ediciones de la primera parte que se imprimieron en 1605. De la primera edición, según el censo de ejemplares  elaborado por el grupo de Investigación Prinqeps 1605, liderado por Víctor Infantes, se conservan 28 ejemplares, uno de los cuales se encuentra en la Biblioteca de Cataluña.

- ejemplares de todas las ediciones (65) realizadas durante el Siglo de Oro.

- un ejemplar de la primera edición conjunta de las dos partes, que fue publicada en Barcelona por primera vez en 1617.

- un ejemplar de la edición inglesa de Edward Blount (1617), en que aparece una de las primeras representaciones gráficas de Quijote y Sancho.[5]

- ejemplares de las primeras ediciones de traducciones al inglés (1612), francés (1614), italiano (1622), alemán (1648), holandés (1657) y otros idiomas. La colección posee en la actualidad traducciones del Quijote en 51 idiomas.

- ediciones ilustradas por destacados artistas como Charles Coypel, Juan Antonio Pellicer, Luis de Madrazo, Eusebi Planas, Apel·les Mestres, Gustave Doré, José Moreno Carbonero, Salvador Dalí, Antonio Saura o Josep Segrelles.[6]

- Uno de los cinco ejemplares de la edición impresa en pergamino por Gabriel de Sancha y anotada por Juan Antonio Pellicer.

De entre la obra gráfica original, cabe destacar la colección de 16 acuarelas (enlace roto disponible en Internet Archive; véase el historial, la primera versión y la última)., 15 de las cuales sirvieron para las ilustraciones de la edición del Quijote por la Real Academia Española de 1780, dibujadas por Antonio Carnicero, José del Castillo y José Brunete, entre otros. También se encuentran originales de artistas como Jaume Juez i Castellà o Eberhard Schlotter.
Además de las obras de Cervantes, la colección contiene biografías, estudios y crítica de la obra cervantina. Los materiales efímeros, desde cromos y naipes hasta carteles de cine de adaptaciones cinematográficas (como por ejemplo Dulcinea), así como algunos objetos, ofrecen, junto a las ediciones ilustradas y la obra gráfica original, una amplia muestra de iconografía cervantina. Cuenta también con algunas partituras, como la de Don Quijote de Richard Strauss, así como grabaciones sonoras y audiovisuales, por ejemplo la ópera D. Q. 
El retrato al óleo de Isidre Bonsoms (enlace roto disponible en Internet Archive; véase el historial, la primera versión y la última)., de la mano del pintor José María Vidal-Quadras y el busto en bronce de Cervantes (enlace roto disponible en Internet Archive; véase el historial, la primera versión y la última). del escultor Josep Reynés, presiden la Sala Cervantina de la Biblioteca de Cataluña.
La Memòria Digital de Catalunya dedica una entrada a la Colección Cervantina que irá incrementando con las obras más destacadas que se encuentren en dominio público.